# Uberto Scarpelli
Uberto Scarpelli (Vicenza, 9 febbraio 1924 – Milano, 16 luglio 1993) è stato un giurista, filosofo, sociologo e magistrato italiano.
Filosofo del diritto e studioso di analisi del linguaggio, negli anni Cinquanta è stato uno dei fondatori della cosiddetta scuola analitica italiana di filosofia del diritto assieme a Norberto Bobbio. È stato, insieme allo stesso Bobbio e a Giovanni Tarello, uno dei massimi esponenti della filosofia del diritto analitica italiana del Novecento, insegnando in varie università italiane anche Teoria generale del diritto, dottrine dello Stato, Filosofia morale e Filosofia della politica ed occupandosi costantemente, per l'intera vita, di problemi di etica e politica. Il pensiero filosofico-giuridico scarpelliano può essere raccolto attorno a due grandi temi: la semiotica del linguaggio prescrittivo e il metodo giuridico. Scarpelli contribuisce in misura fondamentale alla cosiddetta svolta prescrittivistica in campo semiotico ed è fautore di una giustificazione etico-politica del positivismo giuridico. Oltre ad approfondire lo studio del metodo del ragionamento morale, si è impegnato attivamente in relazione a questioni di etica e bioetica quali per esempio l'aborto e l'eutanasia. Ha compiuto inoltre studi sulla democrazia e i concetti di libertà politica e di partecipazione politica.

## Biografia

### Gli studi
Nasce a Vicenza il 9 febbraio 1924 da una famiglia di origine pugliese trasferitasi poi in Lucchesia; il padre è magistrato. Dopo avere frequentato il liceo, si iscrive alla Facoltà di Giurisprudenza presso l'Università degli Studi di Torino. La formazione di Scarpelli è all'insegna del pensiero filosofico idealistico allora dominante in Italia e fondata, tra gli altri, sui testi di Benedetto Croce e Giovanni Gentile. Durante gli anni universitari, desta l'interesse di Scarpelli in particolare il pensiero di Mario Allara, maestro della scuola civilistica torinese, e la filosofia del diritto. Nell'a.a. 1944-1945 segue le lezioni del corso di Filosofia del diritto di Norberto Bobbio, che ha l'incarico per quell'anno di ricoprire la cattedra di Gioele Solari. Sotto la guida del filosofo e giurista italiano Solari, Scarpelli si laurea nel 1946 discutendo una tesi sul tema della persona nella filosofia giuridica moderna. Già in questo lavoro - lo ricorda Bobbio, molti anni più tardi, nel ritratto dell'allievo - Scarpelli rivela un orientamento critico verso le versioni organicistiche della filosofia al tempo in auge.
Due anni dopo, nel 1948, si laurea anche in Scienze politiche sempre sotto la guida di Solari. Risale a questo anno la pubblicazione nella Rivista del diritto commerciale di una breve nota intitolata Scienza giuridica e analisi del linguaggio; in questa nota Scarpelli precorre il celebre saggio di Norberto Bobbio del 1950 che porta lo stesso titolo e che è considerato il manifesto della scuola analitica italiana di filosofia del diritto. Scarpelli, sino da giovanissimo, prende le distanze dalle correnti filosofiche idealistiche, organicistiche ed attualistiche accreditate sul continente per accostarsi al positivismo logico e, più in generale, alla filosofia analitica e agli studi di semiotica. È tra i primi a proporne una applicazione in campo giuridico e ad evidenziare la rilevanza della analisi del linguaggio per la teoria e la dogmatica giuridica.
Appena dopo la laurea, diviene assistente volontario di Bobbio; in seguito, negli a.a. 1948-1949 e 1949-1950, in qualità di assistente incaricato, collabora con Bobbio alla preparazione di due seminari, uno sulla giustizia nel materialismo storico e l'altro sulla interpretazione giuridica. La giustizia e il marxismo sono temi a cui Scarpelli dedica il primo libro intitolato Esistenzialismo e marxismo, il quale reca come sottotitolo Saggio sulla giustizia. Nonostante alcuni cambiamenti intervenuti nel corso degli anni, nel libro si rintracciano alcuni motivi del pensiero scarpelliano che lo stesso Scarpelli riconosce di non avere mai abbandonato: anzitutto, l'idea che la filosofia debba proporsi come forma di pensiero mondano, legato esclusivamente a ciò che gli uomini sono e fanno al mondo, e l'idea della scelta e dell'impegno come basi della esistenza di ciascun uomo.

### La magistratura
Risultato vincitore del concorso per l'accesso in magistratura, lascia la carriera universitaria con qualche rimpianto; ne è testimonianza la corrispondenza epistolare col maestro Norberto Bobbio. Durante gli anni di magistratura, i rapporti con l'università non si interrompono però completamente: nel 1954 consegue la libera docenza in Filosofia del diritto presso la Facoltà di Giurisprudenza dell'Università degli Studi di Milano; nei due anni successivi svolge corsi liberi nella stessa disciplina e nell'a.a. 1956-1957 svolge su incarico il corso di dottrina dello Stato al fianco di Renato Treves. Godendo di una borsa Rockefeller, ottenuta soprattutto grazie ad Alessandro Passerin d'Entrèves, per un anno si dedica ininterrottamente allo studio ponendo le basi di una delle sue opere principali: il Contributo alla semantica del linguaggio normativo, pubblicato nel 1959. Scarpelli esercita la professione di magistrato a Milano fino al 1962, anno in cui lascia definitivamente la carica per ritornare a tempo pieno all'insegnamento universitario.

### La carriera universitaria
Negli a.a. 1960-1961 e 1961-1962 tiene per incarico il corso di Filosofia del diritto nella Facoltà di Giurisprudenza di Perugia. Dal 1º dicembre 1962 è professore straordinario di Filosofia del diritto presso la medesima Facoltà; al compimento del triennio, nel 1965, è professore ordinario sempre a Perugia.
Dal 1º febbraio 1968 è professore ordinario di Filosofia morale nella Facoltà di Lettere e filosofia del diritto dell'Università degli Studi di Pavia, presso la cui Facoltà di Giurisprudenza tiene anche le lezioni di Filosofia del diritto alla morte di Bruno Leoni avvenuta nel 1967. 
Dal 1º marzo 1971, succedendo a Bobbio, è titolare della cattedra di Filosofia del diritto della Facoltà di Giurisprudenza di Torino. Mantiene l'incarico fino al 1982 quando si trasferisce accanto a Treves all'Università degli Studi di Milano ricoprendo la cattedra di Filosofia del diritto di cui è già titolare dal 1974. Nel 1981 promuove il dottorato in Filosofia analitica e teoria generale del diritto; ancora oggi attivo, tale dottorato è uno dei tre curricula che compongono l'attuale dottorato in Filosofia del diritto della Facoltà di Giurisprudenza dell'Università degli Studi di Milano. Durante gli anni di docenza, oltre ai corsi di Filosofia del diritto e Filosofia morale, Scarpelli insegna su incarico Teoria generale del diritto, Filosofia della politica e Analisi del linguaggio politico.
Negli ultimi anni Uberto Scarpelli lavora appassionatamente e alacremente a un'opera sistematica rimasta incompiuta: si tratta di un trattato di teoria generale del diritto di cui resta solo la struttura del lavoro, dettagliata fino alla scansione dei paragrafi. A tale opera Scarpelli pensa per lunghi anni, almeno dieci, come dimostra quanto egli scrive nel saggio del 1983 intitolato La teoria generale del diritto: prospettive per un trattato; eccettuate le anticipazioni presenti in questo lavoro e in altri saggi successivi, tra le carte rimaste di Scarpelli, non v'è alcuna parte di testo scritta di pugno dal filosofo. Come attestano gli allievi, il modo di lavorare di Scarpelli avrebbe portato ad una stesura unitaria a partire dalle citazioni e dai riferimenti raccolti e ordinati nel corso degli anni. Ad oggi, questa mole di documenti resta l'ultima testimonianza del lavoro di Scarpelli, la traccia degli ultimi sviluppi del suo pensiero di filosofo del diritto e studioso di analisi del linguaggio.
Scarpelli muore a Milano il 16 luglio 1993 all'età di sessantanove anni. Tra gli scritti pubblicati postumi e ancora incompiuti, si ricorda soprattutto il testo di una conferenza mai tenuta intitolato La mia metaetica e la mia esperienza etica in cui Scarpelli esplicita le due problematiche che hanno dominato la sua ricerca metaetica: quella della razionalità interna dell'etica e quella della sua fondazione.

### L'attività scientifica
Scarpelli ricopre numerose cariche in istituzioni dedite alla ricerca e partecipa a numerosi convegni, incontri di studio e simposi di rilievo nazionale ed internazionale. È stato membro del Centro di studi metodologici di Torino e dello Institut international de philosophie politique; è stato socio corrispondente dell'Accademia delle scienze di Torino e socio dell'Istituto Lombardo Accademia delle scienze e delle lettere. Dal 1973 è stato direttore dell'Istituto per la Scienza per la amministrazione pubblica. Ha fatto parte dei consigli direttivi della Rivista internazionale di filosofia del diritto e di Sociologia del diritto. Nel 1961 entra a far parte del comitato di redazione della Rivista di filosofia di cui cura numeri monografici dedicati al concetto di libertà, alla logica deontica e alla bioetica. È stato condirettore della collana Diritto e cultura moderna e direttore della collana Luoghi critici per le edizioni di Comunità. Presidente della Società italiana di filosofia giuridica e politica dal 1985 al 1989, è stato vicepresidente del Comitato nazionale di bioetica negli anni 1990-1991 ed è stato nominato presidente onorario della Società italiana di filosofia analitica nel 1992.
All'inizio degli anni Cinquanta contribuisce alla nascita, dovuta all'iniziativa soprattutto di Ludovico Geymonat, del Centro Studi metodologici di Torino. In qualità di affiliato, riceve il compito di fare una relazione sulla Enciclopedia delle scienze unificate; lavoro a cui fanno seguito negli anni Cinquanta alcuni contributi sulla analisi del linguaggio così come concepita dal movimento del positivismo logico. In questi anni Scarpelli si avvicina sempre di più alla filosofia anglosassone e in particolare agli studi oxoniensi sul linguaggio della morale e della politica, partecipando anche ad incontri di studio ad Oxford. 
Seguendo inizialmente le ricerche del filosofo statunitense Charles W. Morris (1901-1979), negli anni Cinquanta Scarpelli è fra i protagonisti della cosiddetta svolta linguistica della filosofia italiana. Si deve a lui l'introduzione nel nostro Paese del pensiero e delle opere del filosofo della morale Richard M. Hare (1919-2002) e del filosofo della politica Felix E. Oppenheim. Ad ambedue i filosofi, Scarpelli dedica alcuni lavori; sono da ricordare anzitutto le note, che in realtà sono ampi saggi di analisi del linguaggio normativo e contributi di metaetica, ai due libri di Hare: The Language of Morals (1952) e Freedom and Reason (1963). Con Oppenheim, Bobbio e Passerin d'Entreves, Scarpelli intraprende un vivace dibattito sul concetto di libertà politica che porta alla stesura di vari lavori; tra essi, si può ricordare anzitutto il saggio dal titolo Libertà come fatto e come valore del 1965 ed il volume, curato da Passerin d'Entreves, La libertà politica del 1972.
Si devono a Scarpelli i primi studi in Italia sulla analisi del linguaggio giuridico in cui v'è una sistematica applicazione degli strumenti della semiotica ai suoi tre livelli: la sintattica (lo studio dei rapporti tra i segni), la semantica (lo studio dei rapporti tra i segni e i significati), la pragmatica (lo studio dei rapporti tra i segni e i loro utenti). Tutta la speculazione e la produzione scientifica di Scarpelli è basata sulla tesi della grande distinzione tra linguaggio descrittivo e linguaggio prescrittivo; ma negli anni si evolve progressivamente il livello a cui è individuato il tratto differenziale tra l'uno e l'altro, individuato dapprima sul piano pragmatico e poi sul piano semantico. L'esposizione compiuta del pensiero scarpelliano sulla significanza del linguaggio prescrittivo si ha nell'opera del 1969 Semantica, morale e diritto, trasfusa nella voce Semantica giuridica dello stesso anno. L'idea che il linguaggio prescrittivo (le norme, i comandi, gli ordini, le preghiere, ecc.) abbiano significato trae origine dalla distinzione tra il principio di significanza e il principio di verificazione. Alcuni spunti in tal senso sono rintracciabili già nel Contributo alla semantica del linguaggio normativo (1959) il cui nucleo concettuale ancora vicino al positivismo logico sta nell'intuizione che gli enunciati normativi, quantunque non possano essere verificati o falsificati, debbano nondimeno riferirsi alla realtà. Questa idea è alla base anche del libro Cos'è il positivismo giuridico (1965) in cui Scarpelli propone una giustificazione etico-politica del positivismo giuridico, criticando sia la versione bobbiana del positivismo giuridico come approach sia la versione proposta da Herbert L. A. Hart.

## Fonti
Le indicazioni sulla produzione scientifica di Uberto Scarpelli più ampie, seppur non complete, si rintracciano al momento nei seguenti contributi: Riccardo Guastini, Variazioni su temi di Scarpelli. Con un'appendice bibliografica, in «Materiali per una storia della cultura giuridica italiana», XII, 1982, p. 560 ss.; Bibliografia degli scritti di Uberto Scarpelli. Nota Bibliografica, in Filosofia analitica 1993, a cura di Donatelli e Luciano Floridi, Lithos editrice, Roma, 1993, p. 17 ss. (con anche l'indicazione delle note sul “Monitore dei Tribunali” e degli articoli comparsi su alcuni giornali, quotidiani e periodici: “L'Opinione”, “Panorama”, “Il Sole 24 Ore”, “Il Mondo economico”); Mario Jori, Uberto Scarpelli, giurista e filosofo, in «Rivista internazionale di filosofia del diritto», 1994, p. 191 ss.; Norberto Bobbio, La mia Italia, a cura di Polito, Passigli Editori, Firenze, 2000, nelle pagine dedicate al ritratto di Uberto Scarpelli, p. 155 ss.; Uberto Scarpelli. Semantica del linguaggio normativo, in Amedeo Giovanni Conte, Paolo Di Lucia, Luigi Ferrajoli, Mario Jori, Filosofia del diritto, (a cura di Paolo Di Lucia), Raffaello Cortina Editore, Milano, 2002, 1ª ed., p. 215 ss.; Félix Morales, "La filosofía del Derecho de Uberto Scarpelli. Análisis del lenguaje normativo y positivismo jurídico", Universidad de Alicante, 2008.

## Pubblicazioni
Il presente elenco non è completo e non contempla i numerosissimi scritti e note apparsi sui giornali, quotidiani e periodici.

### Monografie, curatele e raccolte di saggi
- Esistenzialismo e marxismo. Saggio sulla giustizia, Taylor, Torino, 1949 (seconda edizione del 1960 e terza edizione del 1968)
- Filosofia analitica e giurisprudenza, Istituto editoriale Cisalpino, Milano, 1953
- Il problema della definizione e il concetto di diritto, Istituto editoriale Cisalpino, Milano, 1955
- Contributo alla semantica del linguaggio normativo, Accademia delle Scienze, Torino, 1959 (nuova edizione con introduzione e a cura di Anna Pintore, Giuffrè, Milano, 1985)
- Filosofia analitica, norme e valori, Comunità, Milano, 1962
- Validità, legittimità, effettività del diritto, e positivismo giuridico, Cluep, Perugia, 1965, ciclostilato
- Cos'è il positivismo giuridico, Comunità, Milano, 1965 (nuova edizione con introduzione di Alfonso Catania e Mario Jori, ESI, Napoli, 1997)
- Diritto e analisi del linguaggio, a cura di Uberto Scarpelli, Comunità,  Milano, 1976
- Letture filosofiche e politiche. Introduzione agli studi politici, a cura di Uberto Scarpelli, Cisalpino-Goliardica, Milano, 1977
- Thomas Hobbes. Linguaggio e leggi naturali. Il tempo e la pena, Giuffrè, Milano, 1981
- L'etica senza verità, Il Mulino, Bologna, 1982
- La teoria generale del diritto. Problemi e tendenze attuali. Studi dedicati a Norberto Bobbio, a cura di Uberto Scarpelli, Comunità, Milano, 1983.
- Il linguaggio del diritto, a cura di Uberto Scarpelli e Paolo Di Lucia, prefazione di Mario Jori, Led, Milano, 1994
- Bioetica Laica, a cura di Maurizio Mori, Baldini e Castoldi, Milano, 1998

### Saggi
- Scienza del diritto e analisi del linguaggio, Rivista del diritto commerciale, 1948, p. 212 ss.
- Dissertazione per la libera docenza, Giurisprudenza italiana, 1949.
- L'Unità della scienza nella “International Encyclopedia of Unified Science”, Rivista di filosofia, 1950, p. 280 ss.
- Il giudice e la legge, Occidente. Rivista mensile, 1950, p. 338 (saggio compreso nel fascicolo speciale dedicato a Il potere giurisdizionale nello stato moderno e in particolare nella costituzione italiana, a cura di Uberto Scarpelli)
- Liberalismo e democrazia nella Costituzione italiana, Occidente. Rivista bimestrale di studi politici, 1951, p. 104 ss.
- Elementi di analisi della proposizione giuridica, Jus, 1, 1953, p. 42 ss. (riedito in Atti del congresso di studi metodologici promosso dal Centro di Studi metodologici, Ramella, Torino, 1954, p. 414 ss.)
- Diritto naturale vigente, Occidente. Rivista bimestrale di studi politici, 2, 1953, p. 99 ss.
- Alcuni problemi della teoria analitica del valore nel libro “Elementi di filosofia analitica” di Arthur Pap, Rivista di filosofia, 1953, p. 321 ss.
- Linguaggio valutativo e prescrittivo, Jus, 4, 1953, p. 305 ss.
- La Filosofia di Giovanni Gentile e le critiche di Gioele Solari, in Studi in memoria di Gioele Solari, Ramella, Torino, 1954, p. 393 ss.
- Responsabilità del magistrato, Occidente. Rivista bimestrale di studi politici, 1954, p. 317 ss.
- Behaviourism, positivismo logico e fascismo, Rivista bimestrale di cultura e di politica, 4, 1954, p. 280 ss.
- Gli Stati Uniti e “il grande cambiamento”, Rivista bimestrale di cultura e di politica, 11, 1954, p. 719 ss.
- Etica e linguaggio, Rivista di filosofia, 2, 1954, p. 172 ss.
- Società e natura nel pensiero di Hans Kelsen, Rivista internazionale di filosofia del diritto, 1954, p. 767 ss.
- Osservazioni sul concetto di segno nel pensiero di Charles Morris, Rivista di filosofia, 1, 1955, p. 64 ss.
- La natura della analisi del linguaggio, Rivista di filosofia, 1955, p. 287 ss. e 432 ss.
- La natura della metodologia giuridica, Rivista internazionale di filosofia del diritto, 1, 1956, p. 249 ss. (incluso anche in Filosofia e scienza del diritto. Atti del II Congresso nazionale di filosofia del diritto, Giuffrè, Milano, 1956, p. 247 ss.)
- La «Filosofia del diritto» di Widar Cesarini Sforza, Rivista di diritto civile, I, 1957, p. 353 ss.
- I compiti della filosofia del diritto, in La ricerca filosofica nella coscienza delle nuove generazioni, a cura di Carlo Arata e altri, Il Mulino, Bologna, 1957, p. 110 ss.
- I fondamenti e il metodo della analisi del linguaggio, in Il pensiero americano contemporaneo. Filosofia, epistemologia, logica, a cura di Ferruccio Rossi-Landi, Comunità, Milano, 1958, p. 183 ss.
- Retribuzione (voce), Enciclopedia Filosofica, IV, Sansoni, Firenze, 1958, col. 82 ss.
- La définition en droit, Logique et Analyse, 1958, p. 127 ss. poi tradotto come La definizione nel diritto, Jus, 4, 1959, p. 496 ss.
- Imperativi e asserzioni, Rivista di filosofia, 1, 1959, p. 81 ss.
- La libertà, la democrazia e il magistrato, Monitore dei Tribunali, 1961, p. 611 ss.
- Relazione, in Dibattito bolognese sui valori, a cura di Augusto Guzzo e Uberto Scarpelli, Edizioni di Filosofia, Torino, 1962, p. 19 ss.
- Libertà, ragione e giustizia, Rivista di filosofia, 2, 1963, p. 191 ss.
- Marxismo, sociologia neopositivistica e lotta delle classi, Quaderni di Sociologia, 1963, p. 453 ss.
- Il permesso, il dovere e la completezza degli ordinamenti normativi (a proposito di un libro di Amedeo G. Conte), Rivista trimestrale di diritto e procedura civile, 1963, p. 1634 ss.
- La dimensione normativa della libertà, Rivista di filosofia, 1964, p. 449 ss.
- Positivismo logico e società contemporanea, Rivista di filosofia, 3, 1964, p. 282 ss.
- Libertà come fatto e come valore, (coautori Noberto Bobbio, Alessandro Passerin d'Entreves e Felix Oppenheim), Rivista di filosofia, 3, 1965, p. 335 ss.
- Illuminismo e legislazione, La Magistratura, 8-10, 1966, p. 14 ss.
- Le “proposizioni giuridiche” come precetti reiterati, Rivista internazionale di filosofia del diritto, 1967, p. 465 ss.
- Risposta di Uberto Scarpelli, in Quaderni della Rivista “Il politico”. Tavola rotonda sul positivismo giuridico (Pavia, 2 maggio 1966), Milano, Giuffrè, 1967, p. 77 ss. e 181 ss.
- L'educazione del giurista, Rivista di diritto processuale, 1, 1968, p. 1 ss.
- Semantica giuridica, voce del Novissimo digesto italiano, XVI, UTET, Torino, 1969, p. 978 ss. (Semantica, morale e diritto, Giappichelli, Torino, 1969)
- Problemi e idee circa l'insegnamento del diritto – Gruppo di lavoro per il diritto a cura di G. Pugliese, in Le scienze dell'uomo e la riforma universitaria, Laterza, Bari, 1969
- I magistrati e le tre democrazie, Rivista di diritto processuale, 1970, p. 646 ss.
- Le argomentazioni dei giudici: prospettive di analisi, Il Foro italiano, 1970, suppl. ai Quaderni. Serie II. La formazione extralegislativa del diritto nell'esperienza italiana. Atti delle giornate di studio di Ancona, 2-3 maggio 1968, 1, col. 59 ss.
- Moore in Italia, Rivista di filosofia, 1970, p. 289 ss.
- La «grande divisione» e la filosofia della politica, introduzione a Felix Oppenheim, Etica e filosofia politica, Il Mulino, Bologna, 1971, p. V ss.
- Il metodo giuridico, Rivista di diritto processuale, 4, 1971, p. 553 ss. (riedito come voce della Enciclopedia Feltrinelli-Fisher. Diritto 2, a cura di Giuliano Crifò, Feltrinelli, Milano, 1972, p. 411 ss.)
- Dovere morale, obbligo giuridico, impegno politico, Rivista di filosofia, 1972, p. 291 ss. (riedito in Studi sassaresi, Giuffrè, Milano, 1973, p. 193 ss.)
- Impegno politico e conoscenza sociologica, Quaderni di Sociologia, 1972, p. 470 ss.
- Il diritto nella società industriale: una strategia di accostamento, Rivista di diritto processuale, 1972, p. 676 ss. (edito anche in Il diritto della società industriale. Obbligazione politica e libertà di coscienza. Atti del IX Convegno nazionale della Società italiana di Filosofia giuridica e politica (Pergia, 5-7 ottobre 1972), Giuffrè, Milano, 1974, p. 9 ss.)
- Prefazione a Dagobert D. Runes, Dizionario di filosofia, Mondadori, Milano, 1972, p. V ss.
- La facoltà di scienze politiche di Milano e il potere negativo, Politica del diritto, 6, 1972, p. 869 ss.
- Intervento in Autonomia e diritto di resistenza, Studi sassaresi, Giuffrè, Milano, 1973, p. 400 ss.
- Insegnamento del diritto, filosofia del diritto e società in trasformazione, Rivista trimestrale di diritto pubblico, 1973, p. 1669 ss. (riedito in L'educazione giuridica, Libreria Universitaria, Perugia, 1975, p. 54 ss.)
- Per una sociologia del diritto come scienza, Sociologia del diritto, 1974, p. 266 ss. (riedito in La sociologia del diritto: un dibattito, Giuffrè, Milano, 1974 e in Diritto e trasformazione sociale, Laterza, Bari, 1978)
- La conoscenza sociologica, Sociologia del diritto, 1974, p. 405 ss.
- Etica, linguaggio e ragione, in Atti del XXV Convegno Nazionale di Filosofia (Pavia, 19-23 settembre 1975), Società filosofica italiana, Roma, 1975, p. 133 ss.
- Democrazie e competenze, Amministrare, Giuffrè, Milano, 1975, p. 189 ss.
- Introduzione. La Filosofia. La filosofia dell'etica. La filosofia del diritto di indirizzo analitico in Italia e Introduzione all'analisi delle argomentazioni dei giudici, in Diritto e analisi del linguaggio, a cura di Uberto Scarpelli, Milano, Comunità, 1976, p. 7 ss. e 407 ss.
- Lawrence M. Friedman e il sistema giuridico, Sociologia del diritto, 2, 1976, p. 299 ss.
- Etica, linguaggio e ragione, Rivista di filosofia, 1976, p. 3 ss.
- Intervento al convegno del PSI di Milano, 23 gennaio 1976, in I socialisti e la cultura. Materiali e contributi per una politica culturale alternativa, Marsilio, Venezia, 1976, p. 224 ss.
- Le condizioni metagiuridiche della partecipazione, Atti del XXII Convegno di Studi di Scienza dell'amministrazione, 23-25 settembre 1976, Giuffrè, Milano, p. 245 ss.
- Le “entità strane dette norme” ed i guastini di Guastini, Sociologia del diritto, 1, 1977, p. 183 ss.
- Santi Romano, teorico conservatore, teorico progressista, in Le dottrine giuridiche di oggi e l'insegnamento di Santi Romano, a cura di Paolo Biscaretti di Ruffìa, Giuffrè, Milano, 1977, p. 45 ss.
- Intervento in La partecipazione popolare nella Costituzione repubblicana: prevenzione sociale e controllo della criminalità. Atti del convegno di Senigallia (8-10 dicembre 1977), Giustizia e Costituzione, 1978, p. 82 ss.
- Intervento nella presentazione di Luciano Gallino, Dizionario di sociologia, in Milano, Sala del Grechetto, pubblicata in UTET – Panorama di Lettere e Scienze, 125, 1978, p. 3 ss.
- Thomas Hobbes e l'obbligazione politica come obbligazione in coscienza, in Studi in onore di Enrico Tullio Liebman, IV, Giuffrè, Milano, 1979, p. 3147 ss.
- Idea dell'università e diritto allo studio, in Atti del Convegno su Il diritto allo studio nel quadro dei rapporti fra Università e Regione, Quaderni della Regione Lombardia, 63, 1979, p. 26 ss.
- Teoria formale o teoria strutturale del diritto. Per la dissoluzione della metafora formalistica, in Studi in onore di C. Grassetti, III, Giuffrè, Milano, 1980 p. 1669 ss.
- La partecipazione politica, Sociologia del diritto, 2, 1980, p. 7 ss.
- La meta-etica e la sua rilevanza etica, Rivista di filosofia, 1980, p. 319 ss.
- Intervento in Giudici separati? Magistratura, società e istituzioni negli anni '80. Atti del I Convegno Emilio Alessandrini (Senigallia, 9-10-11 novembre 1979), Giustizia e Costituzione, 1980, p. 170 ss.
- La critica analitica a Kelsen, Rivista di filosofia, 1981, p. 481 ss. (riedito in Hans Kelsen nella cultura filosofico-giuridica del novecento, a cura di Carlo Roehrssen, Istituto delle Enciclopedia italiana, Roma, 1983, p. 69 ss.)
- La responsabilità politica, XIII Congresso nazionale della Società Italiana di Filosofia giuridica e politica. Pavia, 28-31 maggio 1981, Giuffrè, Milano, 1981.
- Responsabilità politica o virtù repubblicana, in Garanzie processuali o responsabilità del giudice, Franco Angeli, Milano, 1981, p. 167 ss.
- Riflessioni sulla responsabilità politica. Responsabilità, libertà, visione dell'uomo, Rivista internazionale di filosofia del diritto, 1, 1981, p. 27 ss.
- Interventi (pubblicati senza essere rivisti dall'autore) nella giornata di studi 15 ottobre 1981 su Le ragioni della libertà: degenerazione dello stato burocratico e risposte neoliberali per l'Italia, Einaudi - notizie - circolare ai soci della Fondazione Einaudi, 5, 1981, p. 17 ss. e 23 ss.
- Il tempo e la pena, in Piacere e felicità: fortuna e declino. Atti del 3º Convegno di studiosi di Filosofia morale (Chiavari-S. Margherita Ligure, 15-17 maggio 1980), a cura di Romeo Crippa, Liviana Editrice, Padova, 1982, p. 163 ss.
- Filosofia e diritto, in La cultura filosofica italiana dal 1945 al 1980 nelle sue relazioni con altri campi del sapere. Atti del convegno di Anacapri, giugno 1981, Guida Editori, Napoli, 1982, p. 173 ss.
- Bruno Leoni e l'analisi del linguaggio, Il politico. Rivista italiana di Scienze politiche, 1, 1982, p. 137 ss.
- La democrazia e il segreto, in Il segreto nella realtà giuridica italiana. Atti del convegno nazionale, Roma, 26-28 ottobre 1981, Cedam, Padova, 1983, p. 623 ss.
- La teoria generale del diritto: prospettive per un trattato, in La teoria generale del diritto. Problemi e tendenze attuali. Studi dedicati a Noberto Bobbio, a cura di Uberto Scarpelli, Comunità, Milano, 1983, p. 281 ss.
- L'interpretazione premesse alla teoria dell'interpretazione giuridica, in Società norme e valori. Studi in onore di Renato Treves, a cura di Uberto Scarpelli e Vincenzo Tomeo, Giuffrè, Milano, 1984, p. 141 ss.
- Auctoritas non veritas facit legem, in Linguaggio persuasione verità: atti del 28º Congresso nazionale di filosofia tenutosi in Verona dal 28 aprile al 1º maggio 1983, Cedam, Padova, 1984, p. 133 ss. (anche in Rivista di filosofia, 1984, p. 29 ss.)
- Intervento in Il Welfare State possibile. Saggi e interventi di Francesco Barone, … Uberto Scarpelli …, prefazione di Enrico Mattei, Le Monnier, 1984, p. 83 ss.
- Scienze dell'uomo e potere sull'uomo: oltre la libertà e la dignità, in Baudrillard e altri, Sapere e potere, I, a cura di Viviana Conti, Multhipla edizioni, Milano, 1984, p. 65 ss.
- Un filosofo a disagio, Bollettino della Società Filosofica italiana. Nuova Serie, 123, 1984, p. 38 ss.
- Voci: Diritto, Interpretazione, Istituzione, Norma, Validità, in Gli strumenti del sapere contemporaneo, I, Le discipline e II, I concetti, UTET, Torino, 1985.
- Le porte della stalla, Quadrimestre. Rivista di diritto privato, 3, 1985, p. 378 ss.
- Gli orizzonti della giustificazione, Rivista di filosofia, 1985, p. 3 ss. (poi in Etica e diritto, a cura di Letizia Gianformaggio e Eugenio Lecaldano, Laterza, Roma-Bari, 1986, p. 3 ss.)
- Scienza, sapere, sapienza, Rivista internazionale di filosofia del diritto, 2, 1986, p. 245 ss.
- Di alcune difficoltà culturali e di una tentazione perversa inerenti ai “diritti degli animali”, in “I diritti degli animali”. Atti del convegno nazionale Genova 23-24 maggio 1986, a cura di Silvana Castignone e Luisella Battaglia, Centro di Bioetica, Genova, 1986, p. 7 ss.
- La filosofia nella Facoltà di Giurisprudenza, Rivista di filosofia, 1986, p. 409 ss.
- La bioetica. Alla ricerca dei principi, in Biblioteca della libertà, 99, 1987, p. 8 ss.
- Un modello di ragione giuridica: il diritto reale razionale, in Reason in Law. Volume One. Proceedings of the Conference held in Bologna, 12-15 December 1984, a cura di Carla Faralli e Enrico Pattaro, Giuffrè, Milano, 1987, p. 247 ss.
- Dalla legge al codice, dal codice ai principi, Atti dell'Accademia delle Scienze di Torino. Classe di Scienze Morali, Storiche e Filologiche, 121, 1987, p. 13 ss. (Rivista di filosofia, 1987, p. 3 ss.)
- La Camera di consiglio come scuola, Quadrimestre. Rivista di diritto privato, 1, 1987, p. 32 ss.
- Cosmo e universo, in Corpo e cosmo nell'esperienza morale. Atti del 4º Convegno tra studiosi di Filosofia morale (Pietrasanta, 30 settembre-2 ottobre 1982), a cura di Romeo Crippa, Padeia Editrice, Brescia, 1987, p. 185 ss.
- Eutanasia. Intervista al Prof. Uberto Scarpelli, Hospital, II, 1, 1988, p. 67 ss.
- Il concetto di libertà politica nel pensiero di Alessandro Passerin d'Entreves, Rivista internazionale di filosofia del diritto, 1988, p. 116 ss.
- Amministrazione della giustizia, rapporti umani e funzioni del diritto, in Amministrazione della giustizia e rapporti umani. Atti del Convegno di Sassari 14-16 novembre 1986, Maggioli, Rimini, 1988, p. 19 ss.
- Beccaria e l'Italia civile, L'Indice penale, 1988, p. 217 ss.
- Classi logiche e discriminazione fra i sessi, Lavoro e diritto, 4, 1988, p. 615 ss.
- Hobbes e lo stato totalitario, Bollettino della Società Filosofica italiana. Nuova Serie, 134, 1984, p. 11 ss. (intervento nella Tavola Rotonda su Attualità e presenza di Hobbes, in Hobbes oggi, a cura di Andrea Napoli, FrancoAngeli, Milano, 1990, p. 594 ss.)
- Introduzione ai lavori in Interpretazione e decisione. Diritto ed economia. Atti del XVI Congresso nazionale della Società italiana di Filosofia giuridica e politica (Padova, 21-23 maggio 1987), a cura di Francesco Gentile, Giuffrè, Milano, 1988, p. 13 ss.
- Intervento in Diritto di sciopero, autonomia collettiva ed intervento del legislatore (Viareggio, 18-20 novembre 1988), Rivista giuridica del lavoro e della previdenza sociale, 1, 1989, p. 115 ss.
- Il diritto pubblico italiano di Santi Romano, Materiali per una storia della cultura giuridica, XIX, 1, 1989, p. 143 ss.
- Il positivismo giuridico rivisitato, Rivista di filosofia, 1989, p. 461 ss.
- La bioetica: alla ricerca dei principi, in Studi in memoria di Giovanni Ambrosetti, I, Giuffrè, Milano, 1989, p. 343 ss.
- Bioetica: prospettive e principi fondamentali, in La bioetica. Questioni morali e politiche per il futuro dell'uomo, Convegno, Roma, marzo 1990, Bibliotechne, Milano, 1991, p. 20 ss.
- I compiti dell'etica laica nella cultura italiana di oggi, Notizie di Politeia, 23, 1991, p. 3 ss.
- Relazione su Charles L. Stevenson, ‘Ethics and Language’, in Il neoilluminismo italiano. Cronache di filosofia (1953-1962), a cura di Mirella Pasini e Daniele Rolando, Il Saggiatore, Milano, 1991, p. 64 ss.
- Diritti positivi, diritti naturali: un'analisi semiotica, in Diritti umani e civiltà giuridica. Atti del convegno organizzato dalla Facoltà di Giurisprudenza dell'Università degli Studi di Perugia nei giorni 9-11 novembre 1989, a cura di Savino Caprioli e Ferdinando Treggiari, Stabilimento Tipografico Pliniana Perugia, 1992, p. 31 ss.
- Etica della libertà, Bioetica. Rivista interdisciplinare, I, 1, 1993, p. 9 ss.
- Filosofia del diritto, in La Filosofia, I, Le filosofie speciali, diretta da Pietro Rossi, Torino, UTET, 1995, p. 221 ss.
- Il linguaggio giuridico: un ideale illuministico, in Nomografia. Linguaggio e redazione delle leggi. Contributi al seminario promosso dalla Banca d'Italia e dalla prima cattedra di filosofia del diritto dell'Università di Milano (19 novembre 1991), a cura di Paolo Di Lucia, Giuffrè, Milano, 1995, p. 5 ss.
- La mia meta-etica e la mia esperienza etica, in Scritti per Uberto Scarpelli, a cura di Letizia Gianformaggio e Mario Jori, Giuffrè, Milano, 1997, p. VII ss.
- Il linguaggio e la politica dei giuristi, Notizie di Politeia, 71, 2003, p. 8 ss.
- Sui compiti della filosofia del diritto, Notizie di Politeia, 73, 2004, p. 167 ss.
- Formanti, dattiloscritto inedito.